# Timor
Timor sziget Délkelet-Ázsiában, a Kis-Szunda-szigetvilágban, a Timor-tengertől északra.
Politikailag a sziget keleti része Kelet-Timorhoz, nyugati része Indonéziához tartozik, annak Kelet-Nusa Tenggara (Nusa Tenggara Timur) tartományához.
A sziget neve maláj (indonéz) eredetű, jelentése kelet, amely a sziget elhelyezkedésére utal.

## Földrajz
Timor Ausztráliától északra fekvő, a Kis-Szunda-szigetcsoporthoz tartozó sziget. Területe 30 777 km². Tőle délre és keletre a Timor-tenger, nyugatra a Sawu-tenger található.
Geológiailag a kis Timor-lemezen helyezkedik el ott, ahol az Ausztrál–Indiai-lemez összeütközik az Eurázsiai-lemezzel. A Banda-szigetív külső vonulatának legnagyobb szigete. A többi szigetnél öregebb, és velük szemben nincs rajta vulkáni tevékenység. Fekvésének iránya is eltér a többi szigetétől.
A belsejében több hegy található. A legmagasabb pontja a 2963 m-es Tatamailau Kelet-Timorban.
Fő folyói az Északi-Laclo és a Déli-Laclo.
Éghajlatát hosszú száraz évszak jellemzi, amikor Ausztrália felől forró szél fúj. Növényzete szavannai.

## Történelem
Timor szigetét a portugálok 1520-ban fedezték fel, és 1633-ban hozták létre ott első gyarmatukat. A hollandokkal folyó évszázados viszálykodásnak az 1859-es lisszaboni szerződés vetett véget, amely a sziget keleti részét a portugáloknak juttatta. 1942 és 1945 között Indonéziával együtt a sziget is japán megszállás alatt állt. 1945. augusztus 17-én Indonézia kikiáltotta függetlenségét Hollandiától, a Kelet-Timorra visszatért portugálok viszont brutálisan leverték az önállóságot követelő lakosság felkelését. 1973-ban a sziget keleti része Portugália autonóm tartománya lett. 1975 augusztusában polgárháború robbant ki a teljes függetlenség hívei és az indonézbarátok között. A Kelet-timori Demokratikus Népi Köztársaság függetlenségét 1975. november 28-án kiáltották ki. Alig egy héttel később, december 7-én Indonézia megszállta a keleti szigetrészt, a kormány 6000 „önkéntest” küldött a vele rokonszenvezők támogatására. 1976 júliusában Indonézia 27. tartományává nyilvánították azt. Az ENSZ nem ismerte el Kelet-Timor bekebelezését. Az 1999. augusztus 30-án megtartott népszavazáson a timoriak többsége a függetlenségre szavazott. A szavazás után az indonézpárti milíciák felégették a fővárost, az infrastruktúra megsemmisült. Ezek után a terület ENSZ-felügyelet alá került. 
Kelet-Timor végül a függetlenségét 2002. május 20-án nyerte el.

## Népesség
Lakossága 3,18 millió fő volt 2014-ben.
A sziget indonéz részének legnagyobb települése Kupang (349 ezer fő 2011-ben), Kelet-Timoré Dili (194 ezer fő 2010-ben).

### Etnikai, vallási, nyelvi megoszlás

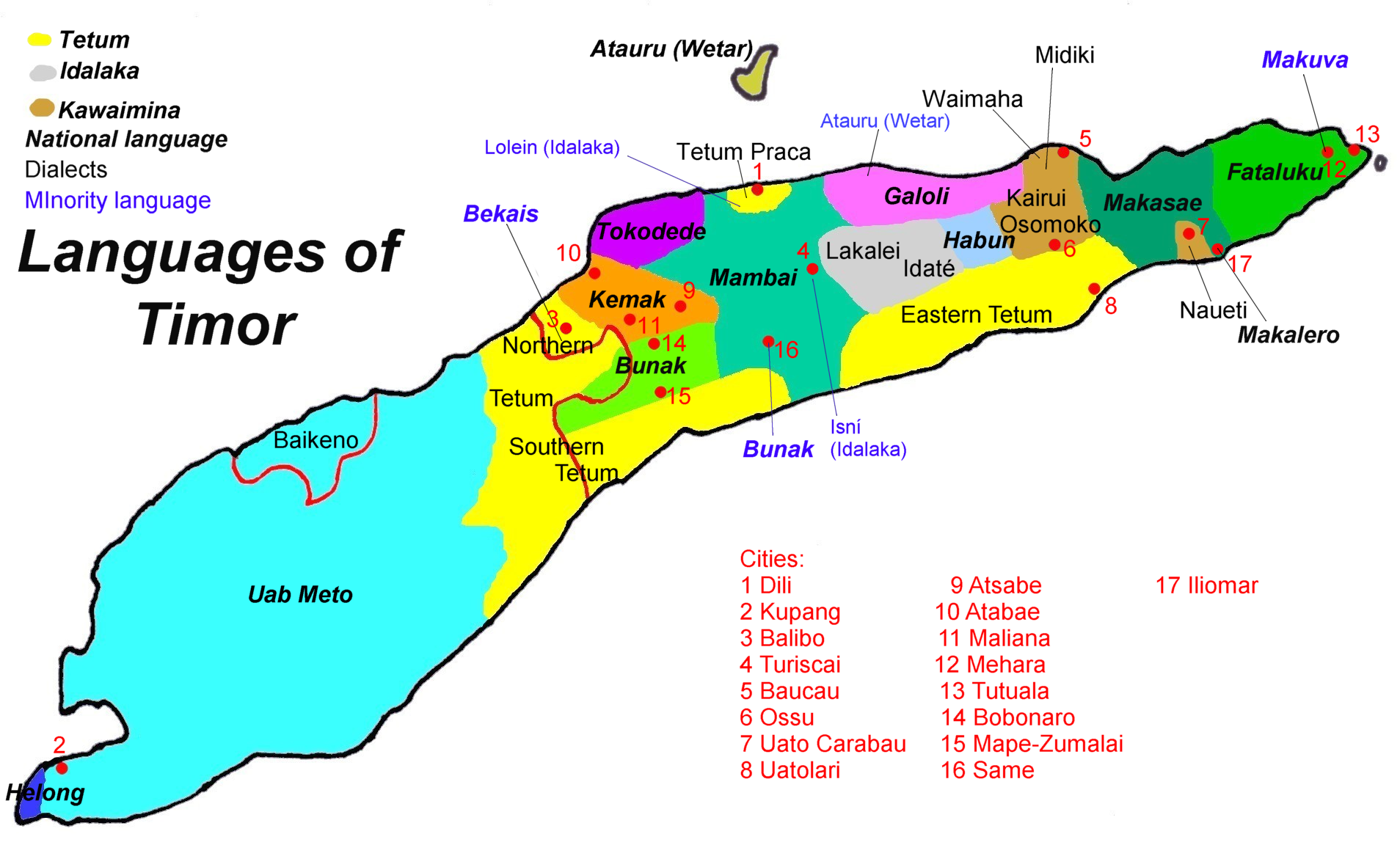
Timor nyelvi térképe és a városok (pirossal)

A hivatalos nyelv Kelet-Timoron a tetum és a portugál, míg Nyugat-Timoron az indonéz. Az antropológusok mintegy tizenegy különböző etnikai-nyelvi csoportot azonosítottak a szigeten.
A teljes szigeten a kereszténység az uralkodó vallás, amelynek kb. a lakosság 90%-a a híve. Ebből a római katolikusok vannak többségben a sziget mindkét felén.

## Gazdaság
Szegény vidék, a sziget lakói főleg manióka-, kávétermesztésből és a turizmusból élnek. A Timor-tengeren kőolaj- és földgáz-kitermelés folyik.
A sziget belsejében a közlekedés nehéz.

## Fordítás
Ez a szócikk részben vagy egészben  a   Timor című angol Wikipédia-szócikk fordításán alapul.  Az eredeti cikk szerkesztőit annak laptörténete sorolja fel. Ez a jelzés csupán a megfogalmazás eredetét és a szerzői jogokat jelzi, nem szolgál a cikkben szereplő információk forrásmegjelöléseként.